# Axel Ruoff (Komponist)
Axel Ruoff (* 24. März 1957 in Stuttgart) ist ein deutscher Komponist.

## Lebensweg
Ruoff studierte von 1975 bis 1979 unter anderem an der Staatlichen Hochschule für Musik und Darstellende Kunst Stuttgart Musiktheorie, Klavier und Komposition. Zu seinen Lehrern gehörten u. a. Milko Kelemen, Rolf Hempel und Erhard Karkoschka.
 1979 schloss er zunächst sein Studium mit "summa cum laude" in den Fächern Musiktheorie und Klavier ab, 1984 folgte die künstlerische Abschlussprüfung in Komposition. Mit einem Stipendium des japanischen Kultusministeriums studierte er von 1985 bis 1988 an der Tokyo University of Fine Arts and Music bei Hiroaki Minami und absolvierte auch Meisterkurse, u. a. bei Isang Yun.
Von 1983 bis 1985 war er Dozent für Musiktheorie an der Hochschule für Musik Trossingen. Seit 1992 ist er Professor an der Staatlichen Hochschule für Musik und Darstellende Kunst Stuttgart, von 2006 bis 2010 war er dort Prodekan und von 2010 bis 2014 Studiendekan. 2020 wurde er emeritiert. Von 2003 bis 2008 war er außerdem Dozent für Musiktheorie an der Kirchenmusikhochschule Tübingen.

## Werke / Kompositionen
(Auswahl)

### Orchesterwerke
- 1982 Prozession
- 1986–1987 Nacht und Träume
- 1988 “Eine unaussprechliche Leere...”, für Kammerorchester
- 1993 Gitarrenkonzert
- 1993 Weltende
- 1992 Klavierkonzert
- 1995 Cellokonzert
- 2004 Belschazzar für Orgel und Orchester
- 2009 Hornkonzert
- 2010 Drei skurrile Tänze für sinfonisches Blasorchester
- 2013 Sinfonietta
- 2018 Rapsodia Appassionata für sinfonisches Blasorchester

### Geistliche Musik
- 1993 Weltende
- 1999 Menschen gehen zu Gott
- 1998–1999 Bergpredigt
- 2001–2002 Credo
- 2010 Missa brevis
- 2012 Die Hexe von Endor
- 2015 Dixit Ecclesiastes
- 2020 Drei geistliche Gesänge (nach Gedichten von Joseph Eichendorff)

### Kammermusik
- 1985–1986 Streichquartett Nr. 1
- 1989 Lovestories
- 1990 Love Stories II
- 1991 Satyr
- 1992 Palimpsest
- 1994 Über sich abspielende Dinge...
- 1996 Skurrile Skizzen
- 1998 Toccata
- 2000 Credo
- 2012 NACHTMAHR
- 2015 PASSIONATO für 4 Bratschen

### Orgelwerke
- 1985 Via dolorosa
- 1990 Wie eine Maske dahinter die Nacht gähnt
- 1995 Schalen des Zorns - Toccata II
- 2003 Shirufa - Toccata III
- 2004 Sieben biblische Szenen
- 2007 Wie liegt die Stadt so verlassen sinfonische Fragmente
- 2008 Erhebt Euch, Pforten der Weltzeit! - Toccata  IV
- 2013 Symphonie Nr. 1
- 2014 O Jesu, du edle Gabe- Choralvorspiel
- 2014 Toccata für Klavier und Orgel
- 2015 Tiefstille
- 2015 Sonate für Horn und Orgel
- 2015 Morgengesang
- 2016 Symphonie Nr. 2
- 2017 Movere
- 2018 Sacrum
- 2019 Suite Grotesque
- 2020 In hora mortis

### Werke für Solo-Instrumente
- 1991 In den Wind gesungen für Traversflöte solo
- 1995 Schleift mich durch Lüfte (1995)- Tanzritual für Solo-Percussion
- 1996 Kenazfür Marimba solo
- 1998 Pamphlet für Violoncello solo
- 2000 Baccanale für Violine solo
- 2004 Ryoanji für Altblockflöte solo
- 2005 Drei Intermezzi für Oboe solo
- 2012 Voces intimae für Bassflöte solo

### Musiktheater - Oper - Oratorium
- 1985–1986 Die Matrone- Musiktheater in einem Vorspiel und zwei Hauptrollen - Fragment, (Text: Zsuzsanna Gahse)
- 1993 Leidlos für zwei Schauspieler, Video, Ensemble, (Text: Zsuzsanna Gahse)
- 1999 Ein Fremder in der Stadt. Oper nach Wilhelm Hauff, (Inszenierung: Ernst Poettgen)

### Pädagogische Werke
- Familienalbum der Tausendfüßler, 10 kleine Klavierstücke für Kinder
- Leere Saiten voll Musik, I-III
- Partiturspiel
- 7 kleine Fabeln für Violine und Klavier
- Sperenzchen für Violine, Violoncello und Klavier

## Preise und Auszeichnungen
(Auswahl)
- 1983 1. Preis beim Kompositionswettbewerb der Stadt Vaihingen/Enz für Orchesterwerke
- 1985 Stipendium des Japanischen Kultusministeriums (Monbusho)
- 1985 Auszeichnung beim 8. Internationalen Kompositionswettbewerb Valentino Bucchi, Rom (Italien)
- 1987 2. Preis beim Internationalen Kompositionswettbewerb Ensemblia der Stadt Mönchengladbach
- 1988 Ausgewählt für das Forum junger deutscher Komponisten, Berlin
- 1988 1. Preis beim 6. Internationalen Kompositionswettbewerb Turin (Italien)
- 1989 Kompositionspreis des Landesmusikrates Baden-Württemberg beim Kompositionswettbewerb für Chorwerke-Stipendium der Kunststiftung Baden-Württemberg
- 1990 Förderpreis Internationaler Kompositionswettbewerb Pro Loco Corciano, Perugia (Italien)
- 1990 Auszeichnung beim 11. Internationalen Kompositionspreis Valentino Bucchi, Rom (Italien)
- 1990 Stipendium der Kunststiftung Baden-Württemberg
- 1991 Kompositionspreis des Landesmusikrates Baden-Württemberg
- 1992 1. Preis beim Internationalen Kompositionswettbewerb Pro Loco Corciano, Perugia (Italien)
- 1992 Kompositionspreis des Landesmusikrates Baden-Württemberg beim Wettbewerb für Chor- und Orchesterwerke
- 1996 Europäischer RTA-Preis, Kassel
- 2002 In Würdigung der künstlerischen Leistungen in der Kirchenmusik Verleihung des Kompositionspreises Kirchenmusik der Erzdiözese Freiburg, der Diözese Rottenburg-Stuttgart, der Evangelischen Landeskirche in Baden, der Evangelischen Landeskirche in Württemberg und des Landes Baden-Württemberg
- 2011 	1. Preis beim 6. Internationalen Kompositionswettbewerb der Stadt Saarlouis
- 2013	Auszeichnung beim 5. Deutschen Musikfest Chemnitz mit dem Sonderpreis der GEMA-Stiftung und der Bundesvereinigung Deutscher Musikverbände (BDMV)
- 2014	2. Preis beim 3. Internationalen Kompositionswettbewerb Uuno Klami (Finnland)
- 2015 	Artist in Residence der Aichi University of Arts and Music, Nagoya (Japan)

## Diskografie
(Auswahl)
- Palimpsest (1992), R & M Digitalmusic, 1992
- Inferno (1990), Tirreno Gruppo Editoriale Milano, 1992
- Satyr (1991), Antes Edition, 1996
- Chimère 1986, Ambitus, 1996
- Nacht und Träume (1986/87), Komponisten der Staatlichen Hochschule für Musik und Darstellende Kunst Stuttgart, 1996
- ZooMusik - MusikZoo (Familienalbum der Tausendfüßler), kreuzberg records 1996
- Eine unaussprechliche Leere (1988), Muzyka Centrum Kamerata Krakowska, 1997
- Konzert für Gitarre und Orchester (1995), Ambitus, 1999
- Bergpredigt (1998/99), Ev. Gesamtkirchengemeinde Stuttgart, 1999
- In den Wind gesungen...., Edition Mieroprint, Münster
- Sinfonietta, 2. Deutsches Bläserforum, Wasbe Selection, Bauer Studios, 2007
- Axel Ruoff: Geistliche Chor- und Orgelwerke, Strube Verlag 2010
- GRAFFITO, Schleift mich durch Lüfte..., Bauer Studios 2010
- LONDON LOVE, (“Lovestories”), Aliud, DDD, 2010
- NEUE MUSIK FÜR BLASORCHESTER (Drei skurrile Tänze), GEMA Stiftung GENUIN recording group, 2014
- Axel Ruoff: Die Hexe von Endor (Livemitschnitt Nov. 2014), Strube Verlag für SWR2, 2015
- BELSCHAZZAR, Orgelwerke von Axel Ruoff, Strube Verlag, 2016